# Плосково (Архангельська область)
Плосково (рос. Плосково) — присілок в Коноському районі Архангельської області Російської Федерації.
Населення становить 4 особи. Входить до складу муніципального утворення Климовське сільське поселення.

## Історія
Від 2004 року входить до складу муніципального утворення Климовське сільське поселення.

## Населення
| 2002 | 2010 | 2012 |
| ---- | ---- | ---- |
| 6    | ↘4   | →4   |